# سیر بیضی
سیر بیضی (نام علمی: Allium ovalifolium) نام یک گونه از سرده سیر است.